# Сент Пол Парк (Минесота)
Сент Пол Парк (енгл. St. Paul Park) град је у америчкој савезној држави Минесота.

## Демографија
По попису из 2010. године број становника је 5.279, што је 209 (4,1%) становника више него 2000. године.
| Група             | 2000.         | 2010.         |
| Белци             | 4.675 (92,2%) | 4.464 (84,6%) |
| Афроамериканци    | 115 (2,3%)    | 173 (3,3%)    |
| Азијати           | 56 (1,1%)     | 193 (3,7%)    |
| Хиспаноамериканци | 141 (2,8%)    | 335 (6,3%)    |
| Укупно            | 5.070         | 5.279         |